# Société météorologique de France
Météo et Climat, société française de la météorologie et du climat, est une association reconnue d’utilité publique fondée en 1852 sous le nom de Société météorologique de France, afin de fédérer ceux qui s'intéressent au progrès de la météorologie. Consciente des enjeux liés au changement climatique, la SMF change de nom le 27 février 2012 et devient Météo et Climat, société française de la météorologie et du climat. 
Son siège social est à Saint-Mandé (94), et ses bureaux sont situés sur le site de son partenaire historique, Météo-France, établissement public avec lequel elle a une convention de partenariat. Elle a également ouvert une section régionale en Occitanie, basée à Toulouse, et qui propose des conférences et des visites aussi au sein des locaux d'IGN (Institut géographique national) .
Météo et Climat est agréée par le Ministère de l’Éducation nationale en tant qu'association éducative complémentaire de l’enseignement et par la Préfecture du Val de Marne en tant qu'association « Jeunesse et Éducation Populaire ». La société est membre-fondateur de la Société européenne de météorologie (EMS), de l'Office for Climate Education, de l'Association Train du Climat et du Collège des Sociétés savantes académiques de France.

## Objectifs
Les principaux objectifs de Météo et Climat sont de :
- Fédérer les communautés investies dans les sciences de l'atmosphère et du climat ;
- Défendre leurs intérêts auprès du public et des autorités françaises ;
- Promouvoir l'expertise de ses membres et valoriser leurs travaux auprès des décideurs socio-économiques ;
- Sensibiliser le public, les médias, les acteurs de la vie économique et académique.

## Activités
Depuis sa création, Météo et Climat a élargi son audience et diversifié ses activités. Parmi celles-ci, elle propose des colloques et journées scientifiques des rencontres-débats, des expositions et des prix pour les scolaires et les jeunes chercheurs. Elle coorganise depuis 2004 le Forum International de la Météo et du Climat, un événement annuel de sensibilisation aux enjeux climatiques.

## Histoire
En 1848 trois scientifiques, J. Haeghens, Charles Martins et Adolphe Berigny, se réunissent à Versailles pour publier un « Annuaire Météorologique de France » à partir des mesures météorologiques prises à diverses stations de France. Émilien Renou, ancien élève de l'Ecole Polytechnique et du corps des Mines de la même promotion que le géologue et météorologue Urbain Le Verrier, fait leur connaissance et ensemble décident qu'il fallait créer une Société météorologique pour publier l'annuaire. Renou connait Charles Sainte-Claire Deville, alors vice-président de la Société géologique de France, ce qui permet de trouver un financement stable et la revue deviendra l'« Annuaire de la Société Météorologique de France ».
Le 29 juillet 1852, la Société Géologique de France organise une réunion de physiciens et d'ingénieurs qui s'intéressent aux progrès de la météorologie et de la physique du globe. Le 17 août, Charles Sainte-Claire-Deville, Auguste Bravais (physicien) et Antoine d'Abbadie (météorologue, géologue et géographe) font un appel au monde scientifique et 150 personnes délibèrent de la constitution d'une Société Météorologique. Le 14 décembre, la Société Météorologique de France tient sa première réunion et rédige un règlement constitutif.
Jusqu'en 1876, la Société gère un réseau d’observations météorologiques, dont ceux de Montsouris et du parc Saint-Maur à Paris. En mai 1878 le Bureau Central Météorologique (maintenant Météo-France) reprend ces observatoires et la Première Guerre mondiale lui enlève le reste de s'est activités opérationnelles. Des difficultés financières font également cesser la publication de l'« Annuaire » mais en 1925, la revue scientifique de vulgarisation « La Météorologie » la remplace. Une autre revue est publiée en 1949, soit le « Journal Scientifique de la Météorologie » pour des travaux et études réalisés par des membres de la SMF.
En 1952, la Société célèbre son Centenaire en avril 1952 sous la présidence de Max Hymans (président d’Air France). En septembre 1999, sous l’impulsion de René Morin, la SMF devient membre fondatrice de la société européenne de météorologie. En 2000, elle créé une section régionale à Toulouse. Le 27 février 2012, lors de l’assemblée générale, la Société change de nom pour devenir Météo et Climat, société française de la météorologie et du climat.

## Membres
Météo et Climat s'adressait originellement aux météorologues professionnels, aux enseignants, chercheurs et étudiants dans ce domaine. L'association a élargi son public aux acteurs de la société civile, aux milieux éducatifs, aux présentateurs météo, etc. Même si la climatologie faisait partie de la météorologie dans l'esprit des fondateurs, le changement de nom lui permet de s'afficher comme une société de référence dans les deux domaines : météorologie et climat. Parmi ses adhérents, Météo et Climat compte un certain nombre de membres associés (sociétés privées, organismes de recherches, associations, etc.)

## Publications
Météo et Climat publie la revue trimestrielle « La Météorologie » en collaboration avec Météo-France et avec le soutien financier de l'INSU-CNRS et l'ADEME. Les numéros de la revue les plus anciens (jusqu'en 1992) ont été numérisés et peuvent être consultés dans Gallica. Les archives de 1993 à ce jour sont consultables sur le portail « lameteorologie.fr », gratuitement sauf moyennant des frais pour ceux des 2 années les plus récentes.   
Un numéro spécial sur le climat a été édité en février 2015 à l'occasion de la 21e Conférence des parties (COP21) et en mai 2017, un numéro spécial « observation satellitaire » (en accès libre), avec le soutien du CNES et d'Eumetsat. 
Météo et Climat publie également « Météo et Climat Info » , une infolettre bimestrielle réservée à ses adhérents.

## Présidents
Liste des présidents depuis 1962
| Année | Président          | Année | Président              | Année | Président                       |
| ----- | ------------------ | ----- | ---------------------- | ----- | ------------------------------- |
| 1962  | René Lemaire       | 1972  | M. Roussel             | 1984  | Robert Genty                    |
| 1963  | Pierre Tardi       | 1974  | Gérard Blachère        | 1985  | Pierre Contensou                |
| 1964  | André Gougenheim   | 1975  | Maurice Herzog         | 1986  | Albert Ducrocq                  |
| 1965  | Louis Bonté        | 1976  | Louis Leprince-Ringuet | 1987  | Denise Cruette                  |
| 1966  | Lucien Malavard    | 1977  | Michel Ziegler         | 1989  | Christian Perrin de Brichambaut |
| 1967  | Edmond Brun        | 1978  | Pierre Marzin          | 1992  | René Morin                      |
| 1968  | André Lichnerowicz | 1979  | Jacqueline Auriol      | 1995  | Jean-Claude André               |
| 1969  | Robert Gibrat      | 1980  | Serge Antoine          | 1997  | André Lebeau                    |
| 1970  | Ivan Chéret        | 1981  | Philippe Lamour        | 2001  | Michel Petit                    |
| 1971  | M. Leconte         | 1982  | Alain Bombard          | 2009  | Jean Jouzel                     |

## Prix
Météo et Climat décerne deux prix scientifiques, : 
- le prix Perrin de Brichambaut qui récompense un projet sur le thème de la météorologie ou du climat réalisé au cours de l’année scolaire par une classe de primaire ou de secondaire ;
- le prix André Prud'homme qui récompense un jeune chercheur ayant soutenu une thèse de doctorat en sciences du climat ou de l'atmosphère.